# Irschenberg
Irschenberg ist eine Gemeinde im oberbayerischen Landkreis Miesbach.
Die gleichnamige Geländeerhebung überwiegend im Gemeindegebiet ist bekannt durch die bis zu 7 % Steigung/Gefälle der hier verlaufenden Bundesautobahn 8; es ist ein Teilnaturraum des Leitzach-Molasse-Hügellandes im Inn-Chiemsee-Hügelland.

## Geographie

### Lage
Der Ort Irschenberg liegt auf einem Höhenrücken (730 m) am Alpenrand und über dem Tal der Mangfall. Nach Bad Aibling sind es 10 km, nach Rosenheim 20 km, nach Salzburg 95 km, nach Kufstein 43 km, nach Miesbach 8 km und nach München 46 km.
Im Norden grenzt Irschenberg an die Gemeinde Weyarn sowie an den zu dieser Gemeinde gehörenden Seehamer See.

### Gemeindegliederung
Es gibt 143 Gemeindeteile:
- Die Pfarrdörfer Frauenried, Irschenberg und Niklasreuth
- Das Kirchdorf Reichersdorf
- Die Dörfer Auerschmied, Buchbichl, Jedling, Loiderding, Oberhasling, Radthal, Schwaig, Wendling und Wöllkam.
- Die Weiler Aufham, Bernrain, Eyrain, Fußstall, Graßau, Grub, Hackling, Haslinger Mühle, Hochholz, Hofreuth, Kirchsteig, Lanzing, Marksteiner, Niederhasling, Obholz, Pfaffing, Pfisterer, Riedgasteig, Rieding, Salzhub, Schlachtham, Schwamham, Sinnetsbichl, Sperlasberg, Windwart und Zieglhaus.
- Die Einöden Ableiten, Ahrain, Alb, Angl, Aschbach, Bach, Bäck, Bergbauer, Berger, Bichl, Binzerhütte, Brandlberg, Brandstatt, Briefer, Brunnmoos, Buchfeld, Deining, Deßl, Ehgarten, Eichbichl, Falter, Fehleiten, Furt, Fuß, Gasteig, Gehrer, Giglberg, Gmoabauer, Grainholzer, Großhub, Großschönau, Großschwaig, Grund, Grundbach, Harrain, Harraß, Hatzl, Heimatsreut, Heimberg, Heißkistler, Hilgenrain, Hinterholz, Hinteröd, Hofer, Hollerthal, Holzer, Huber, Imbuchs, Immenfeld, Jedlinger Mühle, Kalten, Karlinger, Karrenhub, Kasthub, Katzenberg, Kindler, Kleinhub, Köck, Kogel, Kolmberg, Krinning, Lehermann, Leiten, Lengfeld, Locher, Loder, Moarhof, Moos, Moosbauer, Moosweber, Neuhäusel, Neuradthal, Nußbaum, Oberkretzach, Obermoos, Oed, Offenstätter, Ponlehen, Ponleiten, Poschanger, Reiter, Riedberg, Riedl, Schlosser, Schwibich, Seeried, Sonnenhub, Sporer, Starzberg, Staudinger, Stolzenberg, Streitau, Thalhamer, Unterholz, Unterkretzach, Untermoos, Unterschönau, Wartbichl, Wiedmann, Wienbauer, Wieser, Willenberg, Wilparting und Winastött.

### Geologie
Der Irschenberg ist das Ergebnis von Schuttströmen der oberen Süßwassermolasse, die vor etwa 10–15 Millionen Jahren – als die Alpen aufstiegen – aus Süden kamen. Diese groben Schuttkegel bilden heute charakteristische Berge vor den Ausgängen der ehemaligen tertiären Alpenflüsse (Tischberg, Hoher Peißenberg, Taubenberg u. a.). Durch das Eis sind sie später als Härtlinge gegenüber ihrer weicheren Umgebung aus Feinsand herauspräpariert worden und haben wie Eisbrecher den Eisstrom in einzelne Gletscherzungen (Loben) geteilt (z. B. Tischberg).

### Natur
Folgende Schutzgebiete berühren das Gemeindegebiet:
- Landschaftsschutzgebiet Schutz der Egartenlandschaft um Miesbach (LSG-00550.01)
- Landschaftsschutzgebiet LSG "Seehamer See mit Wattersdorfer Moor" (LSG-00434.01)
- Fauna-Flora-Habitat-Gebiet Leitzachtal (8237-371)
- Fauna-Flora-Habitat-Gebiet Wattersdorfer Moor (8137-301)

## Geschichte
Der Ortsname, früher „Ursenperig“, ist vermutlich von lateinisch ursus (Bär) abgeleitet.
Im Jahr 657 ließen sich der irische Bischof Marinus und sein Diakon Anian im jetzigen Gemeindegebiet in Wilparting und Alb nieder. Laut der Überlieferung haben die beiden Missionare 697 den Märtyrertod erlitten, woran die Wallfahrtskirche Wilparting erinnert, die von der Autobahn aus gesehen werden kann und die ein beliebtes Fotomotiv darstellt. Im Jahre 1315 wurde „Ursenperig“ erstmals als Pfarrei erwähnt.
Im Jahr 1934 begann der Bau der Autobahn München-Salzburg. 1950/51 erfolgte der Bau des Autobahnrasthauses Irschenberg mit einem Motel. Im Zuge der bayerischen Gebietsreform wurden die Gemeinden Reichersdorf am 1. Juli 1972 und Teile der ehemaligen Gemeinden Niklasreuth (Niklasreuth, Ahrain, Angl, Aschbach, Bach, Bichl, Briefer, Deining, Ehgarten, Eyergraben, Eyrain, Furt, Fußstall, Großhub, Großschönau, Grub, Grund, Grundbach, Harraß, Hatzl, Heißkistler, Hilgenrain, Hinterholz, Hofreuth, Kalten, Karrenhub, Kleinhub, Köck, Kolmberg, Kolmbergalm, Lehermann, Lengfeld, Loder, Moos, Moosweber, Neuradthal, Oberkretzach, Offenstätter, Poschanger, Radthal, Riedl, Schlosser, Sinnetsbichl, Starzberg, Streitau, Unterfußthal, Unterkretzach, Unterschönau, Wartbichl, Wiedmann, Wieser, Windwart und Zieglhaus) und Parsberg am 1. Mai 1978 eingemeindet. 1978 wurde Neukirchen nach Weyarn umgegliedert.

### Einwohnerentwicklung
Zwischen 1988 und 2018 wuchs die Gemeinde von 2605 auf 3198 um 593 Einwohner bzw. um 22,8 %.

## Politik

### Gemeinderat
Die vergangenen Kommunalwahlen führten zu den folgenden Sitzverteilungen im Gemeinderat:
|                                   | Kommunalwahl 2014 | Kommunalwahl 2014 | Kommunalwahl 2020 | Kommunalwahl 2020 |
| Parteien und Wählergemeinschaften | Sitze             | Stimmanteil in %  | Sitze             | Stimmanteil in %  |
| --------------------------------- | ----------------- | ----------------- | ----------------- | ----------------- |
| CSU                               | 5                 | 31,4              | 4                 | 27,3              |
| FWG Irschenberg                   | -                 | -                 | 4                 | 26,3              |
| FDP/aktive Bürger                 | 2                 | 13,9              | 3                 | 16,3              |
| FW Niklasreuth                    | 4                 | 21,3              | 3                 | 16,1              |
| FWG Reichersdorf                  | -                 | -                 | 2                 | 13,8              |
| FWG Irschenberg/Reichersdorf      | 5                 | 33,4              | -                 | -                 |
| gesamt                            | 16                | 100,0             | 16                | 100,0             |

### Bürgermeister
Berufsmäßiger Erster Bürgermeister ist Klaus Meixner (CSU). Er ist seit 28. Mai 2019 im Amt.
Am 26. Mai 2019 wurde er bei zwei Mitbewerbern mit einem Stimmenanteil von 52,37 % als Nachfolger des am 31. Januar 2019 verstorbenen Bürgermeisters Hans Schönauer gewählt.

### Wappen
| Wappen von Irschenberg | Blasonierung: „In Blau auf roten Flammen kniend der heilige Bischof Marinus mit goldgesäumter Bischofsmütze und goldenem Messkleid über silbernem Untergewand.“ |
| Wappen von Irschenberg | Wappenbegründung: Das Gemeindewappen stellt den Märtyrertod des heiligen Marinus dar, der der Legende nach mit seinem Begleiter Anianus im 7. Jahrhundert in Irschenberg zu Tode kam. Die Gestaltung lehnt sich an ein auf ältere Vorbilder zurückgehendes Votivbild an, das den Wanderbischof auf einem brennenden Holzstoß zeigt. Die Gemeinde Irschenberg gilt als Wirkungsstätte der Missionare Marinus und Anian, deren Verehrung schon im 8. Jahrhundert einsetzte. Die kunsthistorisch bedeutende Wallfahrtskirche Wilparting bei Irschenberg, eine der ältesten christlichen Kultstätten Altbayerns, ist Mittelpunkt der bayerischen Marinusverehrung. Die Veitskapelle in Wilparting wurde über der Zelle des heiligen Marinus errichtet. An der Todesstätte des heiligen Anian in Alb wurde ebenfalls eine Kirche errichtet. Dieses Wappen wird seit 1955 geführt. |

## Baudenkmäler

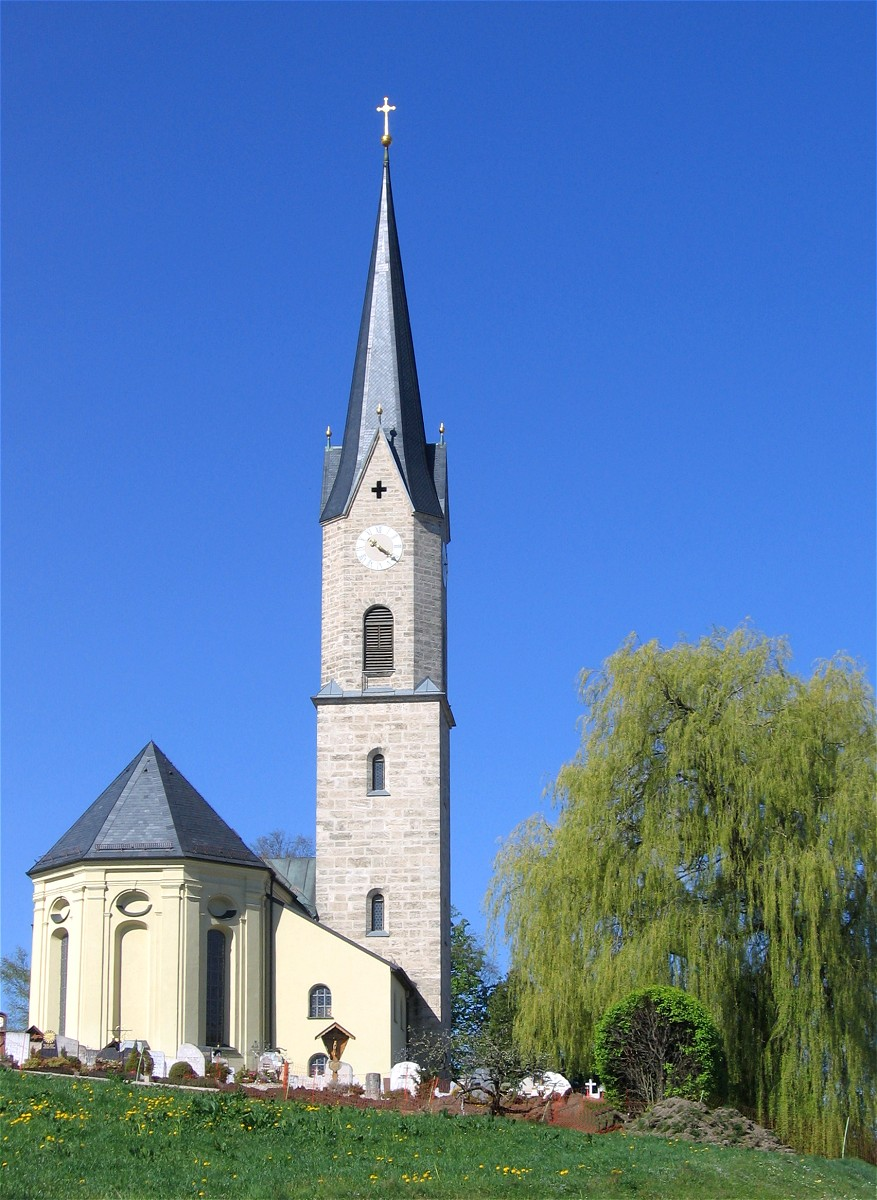
Pfarrkirche Irschenberg
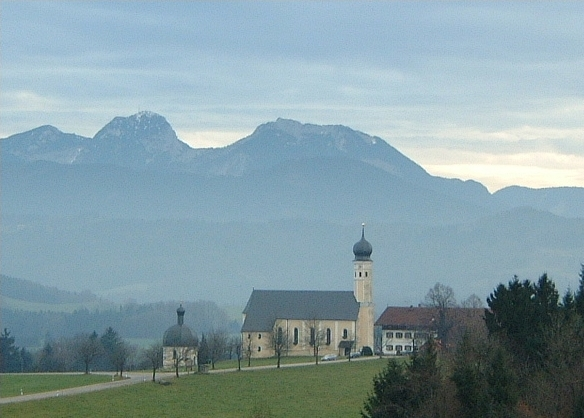
Wallfahrtskirche Wilparting
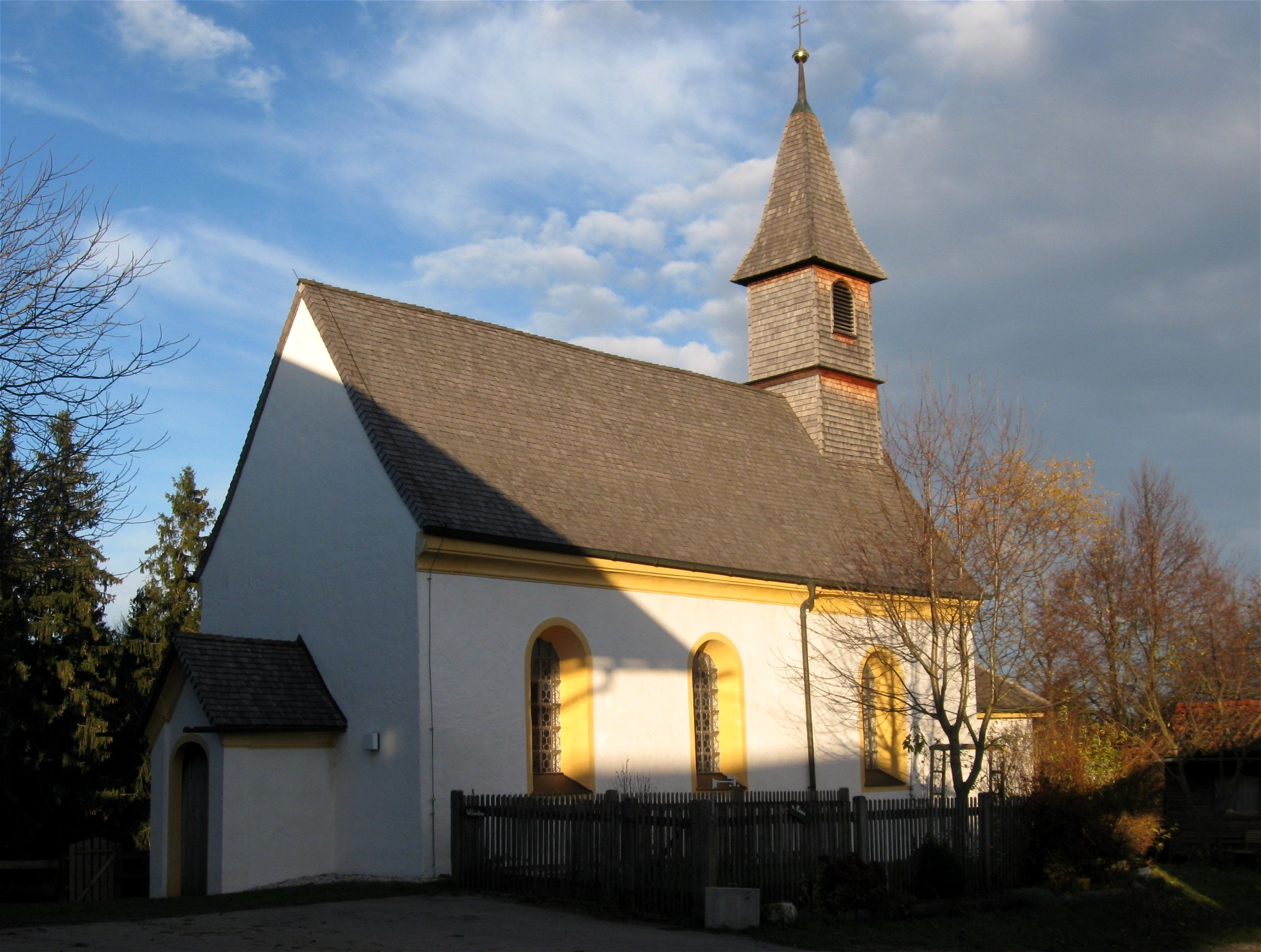
St. Anian in Alb
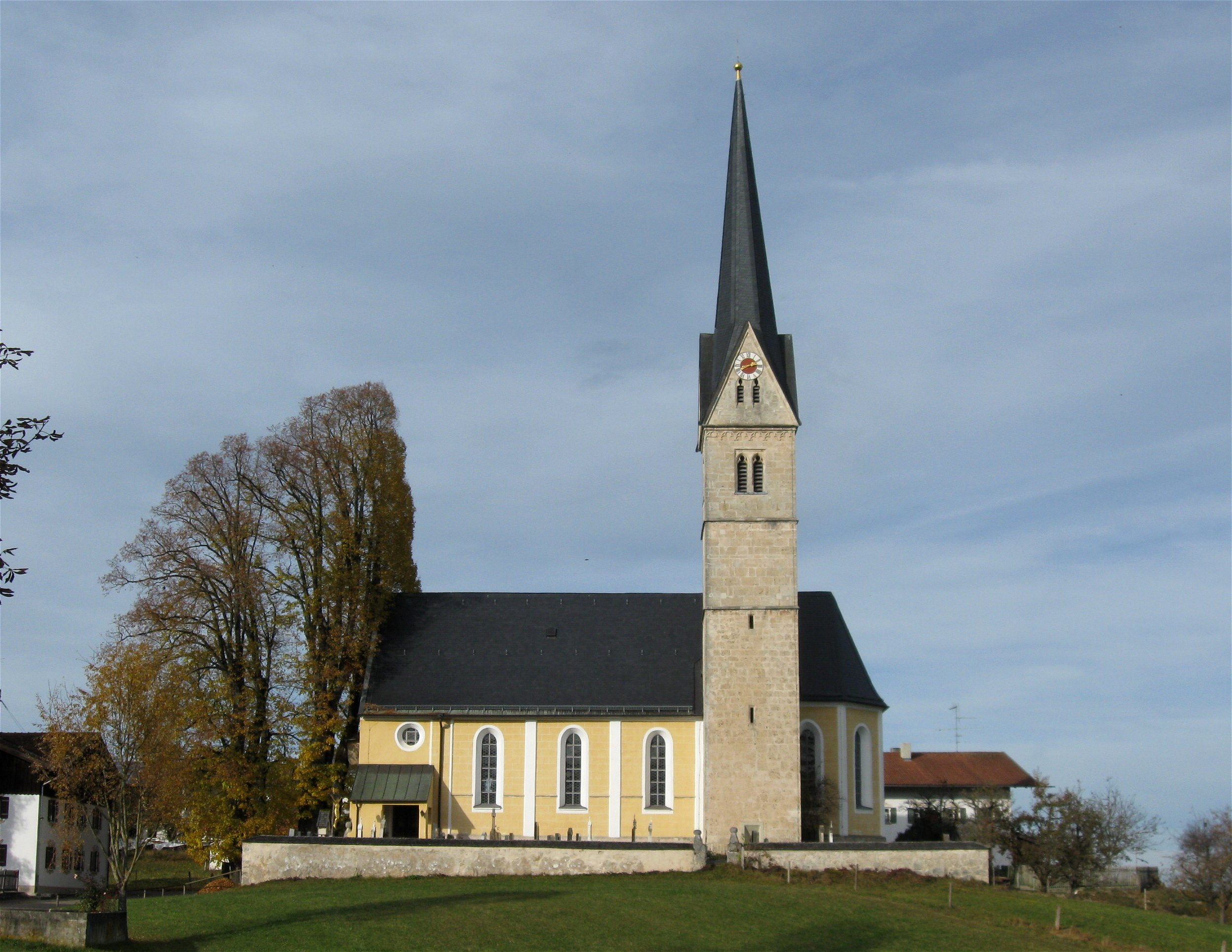
St. Leonhard in Reichersdorf

## Wirtschaft und Infrastruktur

### Verkehr
Seit Mai 2024 hält der DAV BergBus (Linie 396) Richtung Hinterthiersee und München-Ost in Wendling. Die Buslinie wird nur während der Sommersaison am Wochenende bedient und liegt komplett im Tarifgebiet des MVV.
der Ortsteil Niklasreuth liegt am Bodensee-Königssee-Radweg, welcher in Lindau beginnt und zum Königssee bei Berchtesgaden führt.

## Sonstiges
Die Gemeinde wurde 2005 mit dem Qualitätspreis des Bayerischen Wirtschaftsministeriums ausgezeichnet.

## Trivia
In Irschenberg entstand die bekannteste deutsche Science-Fiction-Figur Perry Rhodan.